# Очалис, Константин Васильевич
Константин Васильевич Очалис (при рождении Маркос Марковитис, греч. Μάρκος Μαρκοβίτης; 1905, Науса, Греция — 19 марта 1938, спецобъект «Коммунарка», СССР) — греческий политический деятель, член Коммунистической партии Греции, получивший политическое убежище в СССР. Известен своим побегом из тюрьмы Сингру в апреле 1931 года.

## Биография
Маркос Марковитис родился в городе Науса в 1905 году в семье Григория Марковитиса и Елены Дьяманти. Был первым ребёнком в семье. Помимо Маркоса, у Марковитисов было ещё 8 детей.
С раннего возраста увлекался идеями коммунизма. Из-за этого юного Марковитиса исключали из всех средних школ, за исключением средних школ Патр, куда он отправился и окончил учёбу. Впоследствии поступил на юридический факультет Афинского университета. Но так и не успел его окончить, поскольку его, вместе с 4 сокурсниками, изгнали из университета за «коммунистическую деятельность». Исключение и политическое преследование стало быстро общеизвестным, и даже Альберт Эйнштейн отправил премьер-министру Элефтериосу Венизелосу два письма протеста с требованием освободить Марковитиса.
В 1929 году его призвали в армию и уже в ноябре 1930 г. назначили суд над ним. Он был приговорен к смертной казни, но после волны протестов против этого приговора судебный процесс был пересмотрен. В итоге Марковитис получил 4,5 года лишения свободы с отбытием в тюрьме Сингру. 15 апреля 1931 года, с помощью охранника, Марковитис вместе с ним (Михаил Трандос) и 8 другими членами КПГ (Георгий Буриас, Элефтериос Апостолу, Константин Каракозов, Георгий Рафтис, Георгий Леонидас, Андрей Сифнеос, Орфеас Икономидис, Димитриос Папаригас) сбежал из тюрьмы Сингру в Советский Союз.
Будучи уже в СССР, Марковитис поменял фамилию на Очалис и учился в КУНМЗ им. Ю. Ю. Мархлевского. В январе 1932 года он стал членом ВКП(б). После закрытия КУНМЗ отправился на юг РСФСР, чтобы стать главредом грекоязычной газеты «Коммунист».
21 января 1938 года был арестован. Содержался в Бутырке, откуда отправил два письма Сталину с названием «Нет, я не враг народа, товарищ Сталин». В суде был обвинён в шпионаже в пользу Греции и приговорён к смертной казни. Расстрелян 19 марта 1938 года в полигоне «Коммунарка». Реабилитирован 6 июня 1957.

## Семья
В 1933 году женился на Ирине Ганшиной.
Дочь Стелла Константиновна (в замужестве Аракельянц, род. 1933).
Внук Дмитрий Нерсесович Аракельянц (род. 1964).